# جون أوبي ميكل
جون ميكل نتشيكوبي أوبينا (بالإنجليزية: John Michael Nchekwube Obinna)‏، (مواليد 22 أبريل 1987 في جوس، نيجيريا)، لاعب كرة قدم نيجيري سابق، كان يلعب في مركز الوسط الدفاعي، ويتم اعتباره أحد أفضل اللاعبين في جيله.
بدأ مسيرته الكروية مع نادي لين أوسلو النرويجي في عام 2005، ولعب معهم 6 مباريات وسجل هدف واحد، ومنذ عام 2006 وهو يلعب مع نادي تشيلسي الإنجليزي حتى عام 2017.
ألقابه : مع نادي تشيلسي الدوري الممتاز : 2009-10 , كأس الاتحاد : 2006-07، 2008-09، 2009-10، كأس الدوري : 2006-07، FA الدرع الخيرية : 2009، ألقاب فردية: فضية كأس العالم 2005 لكرة القدم تحت عشرين سنة
أفضل لاعب شاب في أفريقيا لعام : 2005، 2006
أفضل لاعب شاب في تشيلسي السنة : 2007، 2008
يوم 12 آب 2011، وكان والد جون، مايكل اوبي، ضحية لعملية خطف في نيجيريا. وأبلغ ميكيل قبل مباراة تشيلسي ضد ستوك سيتي بعد ذلك بيومين لكنه اختار اللعب على الرغم من مخاوفه على سلامة والده. يوم 15 أغسطس 2011 قدم ميكيل نداء مؤثرا لعودة والده. قال لشبكة سكاي سبورتس نيوز : «لقد جاهدت دائما لمساعدة هذا البلد، وهذا هو الوقت المناسب لهذا البلد لمساعدتي، من يعرف أين هو والدي ينبغي يرجى الاتصال بي». وجد مايكل اوبي على قيد الحياة في 22 آب 2011، في مدينة كانو النيجيرية. ولم يبلغ عن خاطفيه ليكون في عهدة الشرطة
و قد بدأ باللعب مع منتخب نيجيريا لكرة القدم في عام 2005 حتى عام 2019.

## روابط خارجية
- جون أوبي ميكل على موقع الاتحاد الدولي (مؤرشف)  (الإنجليزية)
- جون أوبي ميكل على موقع الاتحاد الأوربي (الإنجليزية)
- جون أوبي ميكل على موقع اتحاد تركيا (لاعب) (الإنجليزية)
- جون أوبي ميكل على موقع إي إس بي إن إف سي (الإنجليزية)
- جون أوبي ميكل على موقع قاعدة بيانات كرة القدم.إي يو (الإنجليزية)
- جون أوبي ميكل على موقع بيانات كرة القدم. دي إي (الألمانية)
- جون أوبي ميكل على موقع ليكيب (الفرنسية)
- جون أوبي ميكل على موقع ناشيونال فوتبول تيمز (الإنجليزية)
- جون أوبي ميكل على موقع Soccerbase.com (لاعب) (الإنجليزية)
- جون أوبي ميكل على موقع Soccerway.com (الإنجليزية)